# Alchemilla glabricaulis
Alchemilla glabricaulis é uma espécie de rosácea do gênero Alchemilla, pertencente à família Rosaceae.